# Voedselbos

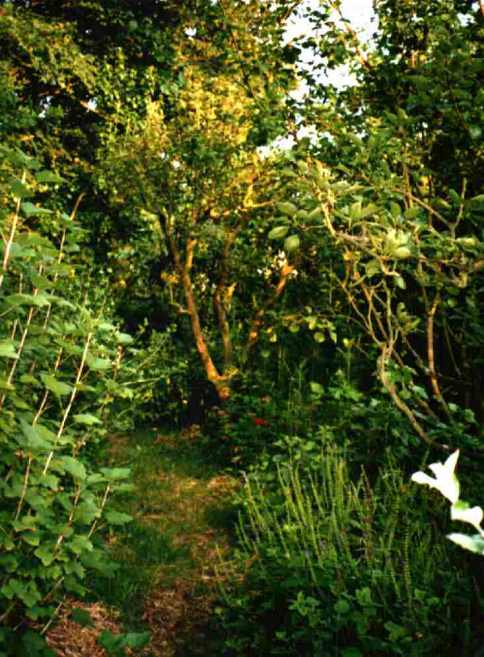
Het voedselbos van Robert Hart in Shropshire

Een voedselbos is een vorm van agroforestry (boslandbouw) gekenmerkt door onderhoudsarme, duurzame, plantaardige voedselproductie op basis van bosecologische processen. In een voedselbos worden diverse voedselgewassen zoals fruit- en notenbomen, struiken, vaste planten en klimmers geïntegreerd in een meerlagig en veelsoortig teeltsysteem waaraan geen kunstmatige externe productiemiddelen worden toegevoegd. De veelsoortige samenstelling maakt een regelmatige, in de tijd gespreide oogst van een verscheidenheid aan niet-hout bosproducten mogelijk.  

## Begripsomschrijving
Een voedselbos is een vorm van agroforestry (boslandbouw). Agroforestry omvat alle landgebruikssystemen die bestaan uit een combinatie van houtige gewassen en voedselgewassen. Een voedselbos is in zijn ideale vorm een afspiegeling van een natuurlijk bos en bestaat uit een menging van meerjarige gewassen die verschillende soorten van niet-hout bosproducten opleveren. Een dergelijk teeltsysteem omvat behalve de kruinlaag van hoge bomen ook diverse andere vegetatielagen, respectievelijk lage bomen, struiken, kruiden, bodembedekkers en/of klimplanten. Een voedselbos is gebaseerd op het ecologische principe van synergie. De verschillende vegetatielagen maken een gecombineerde productie van lichtminnende gewassen en (half)schaduwminnende gewassen mogelijk, evenals symbiotische relaties tussen gewassen met verschillende groeivormen; ook zorgen zij voor een rijk bosbodemleven. De diversiteit aan gewassen maakt een gecombineerde productie mogelijk van diverse voedselproducten, zoals vruchten, zaden, bladeren, stengels, knollen en wortels. Als gevolg van de genoemde karakteristieken vormt een voedselbos een veerkrachtig agro-ecosysteem. Voor het onderhoud zijn daardoor weinig tot geen externe productiemiddelen zoals kunstmest of pesticiden nodig. Ook wordt door de combinatie van verschillende hoogtes het oppervlak maximaal benut en zorgt de combinatie van gewassen voor een regelmatige opbrengst.
In de 21e eeuw zijn voedselbossen gegroeid in populariteit. Als gevolg daarvan zijn ook meer eenvoudige vormen van voedselbossen in zwang geraakt. Een bostuin met eetbare producten is gebaseerd op hetzelfde ecologische principe als een voedselbos, maar is meestal eenvoudiger van structuur en samenstelling. Een plukbos is een gemengd bos waarin het aandeel aan fruit- en notenbomen is verhoogd voor gebruik door bewoners uit de omgeving en/of recreanten. De verschillen tussen een voedselbos, bostuin en plukbos zijn gradueel en de termen worden soms door elkaar gebruikt. 

## Oorsprong en ontwikkeling

### Oorsprong in tropische gebieden
Voedselbossen zijn waarschijnlijk 's werelds oudste vorm van landgebruik. Zij zijn nog steeds wijdverspreid in de tropen. Eeuwenlang ontwikkelden lokale bewoners daar hun oorspronkelijke bosomgeving. Zij beschermden nuttige boomsoorten en klimplanten en bevorderden hun ontwikkeling door de eliminatie van ongewenste soorten. Zo ontstonden in de omgeving van woonkernen de voorlopers van de huidige erftuinen uit weggegooide restanten van in het bos verzamelde voedselproducten. Ook werden boomsoorten met nuttige producten gespaard bij de aanleg van akkers en vermeerderde men exemplaren van goed producerende bomen. Uiteindelijk werden ook superieure niet-inheemse soorten opgenomen in de tuinen. Al deze bomen waren een belangrijke bron van voedselzekerheid voor de lokale bevolking. 
In het algemeen onderscheidt men twee traditionele typen van tropische voedselbossen: erftuinen (‘home gardens’) en bostuinen (‘forest gardens’). De tropische erftuinen bestaan uit een geïntegreerde combinatie van bomen, voedselgewassen en vaak ook (klein)vee rondom woonkernen. Zij zijn een voorbeeld van duurzame agroforestry dat zich in de tijd bewezen heeft. Typische voorbeelden zijn onder andere de Kerala homegardens in Zuid-India en de erftuinen op Java. Ook in veel Afrikaanse landen zijn erftuinen wijdverbreid. Bekend zijn onder andere de Chaga- of Chagga-tuinen op de hellingen van de Kilimanjaro in Tanzania.
Bostuinen (‘forest gardens’) zijn bossen die met fruit of andere voedsel leverende bomen zijn verrijkt. Ze worden vaak ontwikkeld in het kader van zwerflandbouwsystemen. Daarbij kappen boeren een stuk bos en verbouwen er tijdelijk voedselgewassen. Bij de ontginning worden de nuttige bomen gespaard en kunnen er nieuwe voedselbomen worden bijgeplant. Als de bodem na 2-3 jaar zijn vruchtbaarheid heeft verloren, wordt de productie van de eenjarige voedselgewassen beëindigd. Daarna ontwikkelt zich een met voedselbomen verrijkte braakvegetatie. Blijkens recent onderzoek zijn in het Amazonegebied diverse bossen niet ongerept, maar hebben die het karakter van verrijkte bossen.
Rondom 1980 groeide het wetenschappelijke inzicht dat tropische bostuinen wijdverspreid voorkwamen en een grote rol speelden voor de lokale bevolking. Daarop ontstond in Azië en Zuid-Amerika interesse om nieuwe bostuinen aan te leggen, als bijdrage tegen de toenemende tropische ontbossing en bosdegradatie. Zo inspireerden de traditionele Kandy gardens in Sri Lanka de introductie van het concept van ‘analog forestry’. De nieuwe concepten verwezen enerzijds naar alternatieven voor industriële houtproductie in de vorm van nieuwe, meer ecologische vormen van bosaanleg, gericht op veelzijdige bosproductie voor de lokale bevolking. Anderzijds verwezen deze concepten naar nieuwe vormen van landbouw in de vorm van meerlagige systemen voor voedselproductie.

### Ontwikkeling in de 20e eeuw in gematigde streken
De ideeën over nieuwe vormen van meerlagige productiesystemen vonden ook in gematigde streken weerklank. Oorspronkelijk kwamen daar in sommige regio’s ook bostuinen voor. Zo kende Italië bijvoorbeeld boerenbosjes met fruit- en notenbomen. Geleidelijk nam ook in andere gematigde streken de belangstelling toe voor de ontwikkeling van nieuwe vormen van voedselbossen. In het Verenigd Koninkrijk ontwikkelden zich nieuwe ideeën over forest farming ofwel boslandbouw en forest gardening ofwel bos-tuinieren. Het begrip bos-tuinieren werd ontwikkeld door de pionier Robert Hart. Zijn ideeën resulteerden in de oprichting van een Agroforestry Research Trust waarin de concepten verder werden ontwikkeld. In Australië was ondertussen het begrip permacultuur geïntroduceerd. Deze term werd overgenomen door de Engelse pioniers en in de jaren 1990 nam in Europa de belangstelling voor ‘forest gardening’ als een ideaaltypische vorm van permacultuur geleidelijk toe.

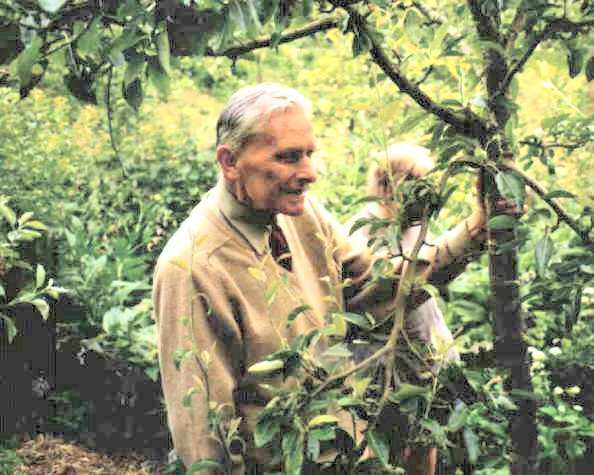
Robert Hart, pionier in voedselbossen

### Ontwikkeling in Nederland en België
Aan het einde van de 20e eeuw ontstond er ook in Nederland en België interesse in de aanleg van voedselbossen. Het oudste voedselbos van de Benelux werd in de jaren 1970 aangeplant in Moeskroen (Wallonië). Vervolgens werd in Vlaanderen de Australische permacultuur-benadering geïntroduceerd en werd in 2000 het eerste voedselbos van Vlaanderen aangeplant in Nokere. Daarna kwam in België ook het Food Forest Institute tot stand. Deze organisatie werd ingesteld door de Vlaamse overheid om de voedselbosstrategie voor Vlaanderen uit te werken. Sinds 2019 organiseert het instituut rondleidingen, opleidingen en teambuilding.
In Nederland werd de eerste eetbare bostuin in 1990 aangeplant in Limburg. Geleidelijk volgden andere initiatieven; een van de bekendste is de aanleg van het voedselbos Ketelbroek bij Groesbeek door Wouter van Eck. Evenals enkele andere particuliere initiatieven was de ontwikkeling van dit voedselbos gebaseerd op de ervaringen van de initiator met voedselbossen in de tropen. Na een aarzelende start hebben voedselbossen zich in Nederland geleidelijk aan uitgebreid; in 2016 besloeg het areaal in Nederland 103 ha. In 2010 is de stichting Voedselbosbouw Nederland (VBNL) opgericht. Dit is in 2020 de grootste Nederlandse organisatie op het gebied van voedselbossen.
Geleidelijk steeg ook de wetenschappelijke aandacht voor de ontwikkeling van voedselbossen als een veelbelovende vorm van ecologische landbouw. In 2015 legde het Nederlands Instituut voor Ecologie (NIOO-KNAW) een voedselbos aan. Ook het Louis Bolk Instituut verkende de ontwikkelingsmogelijkheden. Een belangrijke stimulans was de goedkeuring in 2017 van een Green Deal Voedselbossen tussen verschillende overheidsorganisaties, landbouw- en natuurbeschermingsorganisaties, onderzoeks- en onderwijsorganisaties en pioniers uit de praktijk.  Deze Green Deal stimuleert de uitbreiding van voedselbossen in het kader van het Nederlandse overheidsbeleid voor duurzame ontwikkeling. De coalitiegenoten werken intensief samen om kennis uit te wisselen, onderzoek te doen, een aangepaste wet- en regelgeving te organiseren en om hun kennis te delen met belangstellenden in de samenleving. Dit stimuleringsprogramma heeft geleid tot de ontwikkeling van nieuwe voedselbossen op landbouwgrond, op bosgrond en in de stad. Een aantal grootschalige projecten (tot 20 hectare) is primair gericht op voedselproductie als onderdeel van de bredere transitie van de landbouw. Andere projecten zijn mede gericht op educatie, natuurbeleving of de versterking van natuurwaarden en stedelijk groen. Deze projecten sluiten aan bij nieuwe vormen van natuurbeleving zoals het gebruik van niet-hout bosproducten en lokale streekproducten, waarvoor steeds meer belangstelling ontstaat.

## Structuur van een voedselbos

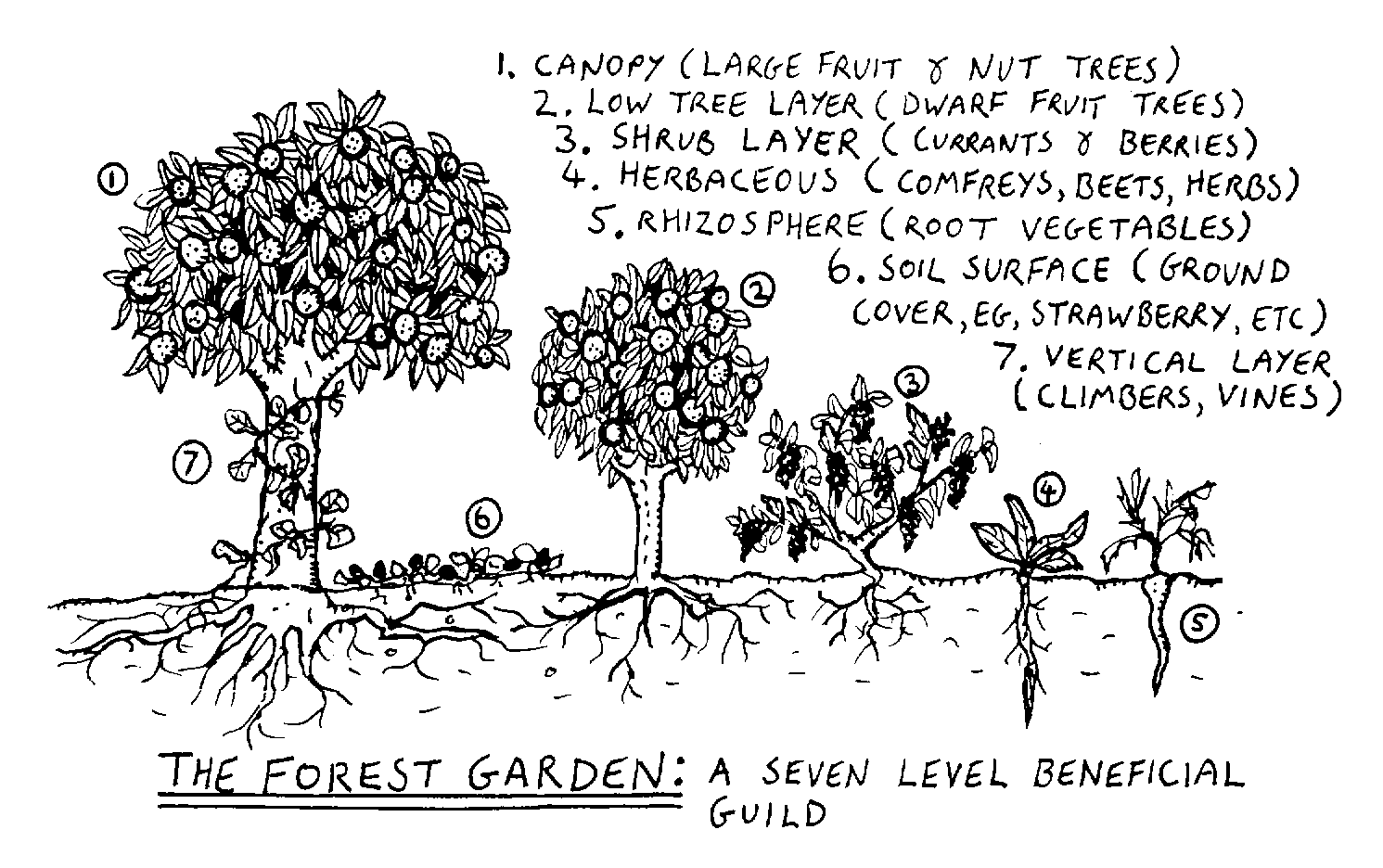
De zeven lagen van de bostuin

Een voedselbos wordt in belangrijke mate gekenmerkt door zijn meerlagige systeem. De oorspronkelijke ontwerpen voor forest gardens in de UK onderscheidden zeven lagen voor dit polycultuurlandschap met eetbare producten:
1.	Boomlaag bestaande uit de originele volwassen fruitbomen.
2.	Lage boomlaag van kleinere noten- en fruitbomen tot dwergwortelstokken.
3.	Struiklaag van fruitstruiken zoals krenten en bessen.
4.	Kruidlaag van meerjarige groenten en kruiden.
5.	Schimmellaag of ondergrondse dimensie van planten gekweekt voor hun wortels en knollen.
6.	Bodembedekker van eetbare planten die zich horizontaal verspreiden.
7.	Verticale laag van wijnstokken en klimplanten.

Volgens de Nederlandse Green Deal voedselbossen heeft een voedselbos de volgende kenmerken: 
- een door mensen ontworpen productief ecosysteem naar het voorbeeld van een natuurlijk bos, met een hoge diversiteit aan meerjarige en/of houtige soorten, waarvan delen (vruchten, zaden, bladeren, stengels ed.) voor de mens als voedsel dienen;
- aanwezigheid van een kruinlaag van hogere bomen;
- aanwezigheid van minimaal drie van de andere niches of vegetatielagen van resp. lagere bomen, struiken, kruiden, bodembedekkers, ondergrondse gewassen en klimplanten;
- aanwezigheid van een rijk bosbodemleven;
- een robuuste omvang, d.w.z. een oppervlakte van minimaal 0,5 hectare in een ecologisch rijke omgeving; in een ernstig verarmde omgeving is een minimale oppervlakte tot 20 hectare vereist.
Blijkens deze karakterisering wordt een ideaaltypisch voedselbos dus niet alleen gekenmerkt door zijn veelsoortigheid en meerlagigheid, maar ook door een gezonde bodem die in stand wordt gehouden als gevolg van een goede bedekking en natuurlijke compostering. Als gevolg van deze kenmerken behoeft een voedselbos nauwelijks externe productiemiddelen zoals kunstmest en bestrijdingsmiddelen. Ook levert een voedselbos geen bulkproductie van een massaproduct, maar een gespreide productie van een groot aantal veelal hoogwaardige producten. 